# 龍票
《龙票》（英語：Dragon Stamp），2004年中国大陆清装商战剧。由黄晓明、秦嵐、修庆、蒋欣、孙宁主演，该剧讲述了山西钱庄的二少爷祁子俊从一个纨绔子弟成为晋商霸主的传奇经历。2004年11月7日在中国中央电视台电视剧频道播出。

## 剧情简介
清道光二十七年（1847年），一名将军拿了瑞王的手令来户部提银子。户部没有银子，银子已经被瑞王、户部尚书黄玉昆及户部侍郎范其良存到票号去了。票号的名字叫义成信，总部在山西，是全国最大的票号。
琉璃厂某古玩店，祁子俊（黄晓明饰）不信少年恭亲王（修庆饰）能以巨额银两购走玉碗，言语上多有奚落。玉麟格格（吴婷饰）以一张陈旧但透着威严、绘着双龙、正中盖着玉玺面值百万白银的黄色票据典押银两。
三天后，僧王不见饷银，在皇上面前参劾户部，范其良获罪入狱，并在狱中神秘死去。案件牵涉祁家，黄玉昆亲赴祁县率兵包围了祁府。祁伯群以自己的死承担下所有责任，保护家人的安全、以及义成信票号多年来建立起来的信誉。义成信票号被查封，祁家陷入生活极为艰难的状态，祁家大嫂关素梅不愿舍弃婆家人而去，遭娘家兄弟关家骥唾骂。

## 演員列表

### 主要角色
| 演員   | 角色     | 介绍 |
| 黄晓明 | 祁子俊   | 官商代表。系义诚信票号二少东，异常聪明，父兄死后被迫担起振兴家庭重担；胆大包天，善于捕捉商机，结识了恭亲王后成为官商，后因想娶恭亲王之妹玉麟格格及力劝恭亲王做摄政王，为恭亲王所不容。                                                   |
| 秦岚   | 润玉     | 原系二品大官的闺秀，因父罪而被流放沦为风尘歌女，后为戏园头牌，解风情，最懂祁子俊。 |
| 修庆   | 恭亲王   | 皇族，议政王，新政和洋务运动的领袖，最高权利的象征，城府极深，有帝王之才而无帝王之命，操纵利用了祁子俊一生。 |
| 蒋欣   | 席慕筠   | 留洋女学生，太平天国银行经理，革命理想主义的代表。机智有理想，有些像秋瑾。在解决太平天国经济问题的过程中与祁子俊相识，救过祁子俊亦被祁子俊相救。她的一切都对祁子俊有极强的吸引力。                                                       |
| 孙宁   | 关素梅   | 祁家少奶奶。先为祁家大儿媳，生一子，丈夫死后，又顺从婆婆意愿和小叔子祁子俊结婚并生子，后因捂不热祁子俊及不齿祁子俊为人而绝望投湖自杀。她在祁子俊最孤寂的时候走入祁的生活，祁子俊对她只有敬而无夫妻之爱，但她的死却让祁子俊痛得撕心裂肺。 |
| 吴婷   | 玉麟格格 | 皇家公主，恭亲王之妹。不谙世事，好玩，是个阳光女孩。年少时因私访即真心爱上了祁子俊，为救祁子俊不惜求太后赐婚，但祁子俊只想利用她。 |